# Mary Jane Clark
Mary Jane Clark (1954, su nombre de soltera Mary Jane Elizabeth Behrends) es una escritora estadounidense de novelas de misterio. Es nuera de la escritora Mary Higgins Clark y cuñada de Carol Higgins Clark

## Introducción
Licenciada en periodismo y ciencias políticas por la universidad de Rhode Island. Trabajó durante tres décadas en la CBS News de Nueva York, empezando como asistente y terminando como productora. Ha escrito dos series de novelas de misterio. La primera serie consta de doce libros y están basados en sus años de experiencia como periodista. Es la serie "Key News". La segunda serie, es "Wedding Cake Mysteries", y de momento consta de tres libros.

## Vida
Es hija de una agente especial del FBI que descubrió espionaje ruso durante la guerra fría y más tarde trabajó en casos de secuestro y extorsión. 
Clark reside en Hillsdale, Nueva Jersey y Florida. Tiene dos hijos, una hija, Elizabeth, actriz y un hijo, David.

## Novelas

### Serie - KEY News
- ¿Quieres saber un secreto? (Do You Want to Know a Secret?, 1998)
- ¿Prometes no contarlo? (Do You Promise Not to Tell?, 1999)
- Sólo te lo diré a ti (Let Me Whisper in Your Ear, 2000)
- Cerca de ti (Close To You, 2001)
- Nobody Knows, 2002. No publicada en español.
- Nowhere to Run, 2003. No publicada en español.
- Hide Yourself Away, 2004. No publicada en español.
- Dancing in the Dark, 2005. No publicada en español.
- Lights Out Tonight, 2006. No publicada en español.
- Cuando rompe el día (When Day Breaks, 2007)
- Expuesta (It Only Takes a Moment, 2008)
- Conjura del pasado (Dying for Mercy, 2009)

### Serie - The Wedding Cake Mysteries
- To Have and To Kill, 2011. No publicada en español.
- The Look of Love, 2012. No publicada en español.
- Footprints in the Sand, 2013. No publicada en español.